# Nyárádselye
Nyárádselye (románul Șilea Nirajului) falu Romániában, Erdélyben, Maros megyében.

## Nevének eredete
Neve a hagyomány szerint onnan származik, hogy ez Marosszék szélső faluja.

## Fekvése
A Kisnyárád vidékének legmagasabban fekvő települése Marosvásárhelytől 27 km-re északkeletre, a Bekecs-tető alatt fekszik kb. 550 méteres tengerszint feletti magasságban.

## Története
1487-ben Syle néven említik először. Határában a Bekecs-tetőn egykor Szent Antal kápolna állott, melynek romjai ma is láthatók. A 18. században dőlt romba. Emlékét a sekrestye falában elhelyezett 1600-as évszámú kőkereszt jelzi. A hagyomány szerint a szomszédos Körtvélyes-tetőn régen vár is állott, melynek azonban nyoma sem maradt. A Súgó-patak bal partján egy Palota nevű dombon egykor kolostor állott, melyet a tatárok pusztítottak el. A környék lakosságát a Bekecs keleti aljában fekvő Veszely mezején mészárolták le. 1719-ben a lakosság fele pestisben pusztult el. 1910-ben még 1055 lakosa volt. A trianoni békeszerződésig Maros-Torda vármegye Nyárádszeredai járásához tartozott. 1992-ben 604 lakosa 2 román kivételével mind magyar.

## Látnivalók
- Református temploma 1778 és 1800 között épült, 1925-ben átépítették.
- Római katolikus temploma 1722 és 1787 között épült.
- Az első világháború itteni véres harcaira emlékmű emlékeztet.

## Híres emberek
- Itt született 1848-ban Bod Károly író.
- Itt született 1910-ben Péterfy László egyházi író.